# Guldsmeds AB
Guldsmedsaktiebolaget, eller GAB, är en svensk tillverkare av matbestick i silver och nysilver i Eskilstuna.
Företaget grundades i Stockholm 18.1-1868, och hade länge en bred produktion av föremål i silver och nysilver. Smycketillverkningen bedrevs under perioden 1930-78 av dotterbolaget Guldvaru AB G. Dahlgren & Co.. År 1964 förvärvades Gense och man ägde 1982-86 Nilsjohan. Under denna tid tillverkade man även rostfria bestick. Åren 1961-1978 innehades även butikskedjan Hallbergs. 
Konstnärlig ledare 1907-1942 var Jacob Ängman, som liksom sin efterträdare Sven Arne Gillgren, gjorde betydande intsatser för att främja konstindustriell formgivning. 
Under 1980-talet ledde ägar- och strukturförändringar till att den av GAB ledda koncernen bröts upp och verksamheten återgick till den ursprungliga som en del i GENSE-koncernen.